# Dietelia belizensis
Dietelia belizensis är en svampart som först beskrevs av Mains, och fick sitt nu gällande namn av Z. Urb. 1990. Dietelia belizensis ingår i släktet Dietelia och familjen Pucciniosiraceae.   Inga underarter finns listade i Catalogue of Life.